# Jan Łasicki
Jan Łasicki (lateinisch: Johannis Lasitii oder Lasicius; * 1534; † 1602 in Zasław bei Sanok) war ein polnischer Historiker und Theologe.
Łasicki studierte zwischen 1556 und 1581 in Westeuropa, unter anderem in Basel, Genf, Zürich und Heidelberg. Hier werwarb er eine umfassende Bildung, freundete sich mit führenden reformierten Theologen wie Johannes Calvin und Heinrich Bullinger an und konvertierte ungefähr im Jahr 1557 zum Calvinismus. Irgendwann nach 1567 wurde er Anhänger der Böhmischen Brüder.
Sein Hauptwerk ist das acht Bände umfassende Historia de origine et rebus gestis fratrum Bohemicorum. Davon ist allerdings nur ein Band erhalten, der sich mit den Bräuchen und der Organisation der Böhmischen Brüder befasst und das erste Mal 1660 veröffentlicht wurde. Ein weiteres seiner Werke ist Historia de ingressu Polonorum in Valachiam cum Bogdano aus dem Jahr 1584, das von der polnischen Invasion der Walachei handelt. Dieses Werk wurde 1855 von Władysław Syrokomla ins Polnische übersetzt. Das ungedruckte Manuskript seiner Geschichte Frankreichs (De rebus gestis Franciae libri) ist verlorengegangen, ebenso wie seine polemischen Schriften gegen die Antitrinitarier. Sein achtzehnseitiges Werk Über die Götter der Samogiten und anderer Sarmatier und falschen Christen (De diis Samagitarum caeterorumque Sarmatarum et falsorum Christianorum), das ca. 1582 geschrieben und 1615 veröffentlicht wurde, liefert eine Liste litauischer Gottheiten und ist eine wichtige Quelle bei der Erforschung der litauischen Mythologie.